# جون بروغان (لاعب كرة قدم)
جون بروغان (بالإنجليزية: John Brogan)‏ هو لاعب كرة قدم بريطاني في مركز الدفاع، ولد في 18 مايو 1958 في غلاسكو في المملكة المتحدة. لعب مع نادي بارتيك ثيسل ونادي كلايد.